# لجأة صقرية المنقار
اللجأة صقرية المنقار هي لجأة (سلحفاة بحرية) مهددة بالانقراض تعيش في مختلف أنحاء العالم. تنتمي اللجأة صقرية المنقار فصيلة السلاحف البحرية، وهي تعد النوع الوحيد في جنسها، فيما يتبعها نويعان مختلفان يعيش أحدهما (E. i. imbricata) في المحيط الأطلسي والآخر (E. i. bissa) بالمحيط الهادئ.
تشبه اللجأة صقرية المنقار في مظهرها السلاحف البحرية الأخرى، فطبيعة جسدها مسطَّحة، وتحميها صدفة قوية، وتستعمل أرجلاً مثل الزعانف لتوجيه نفسها في المحيط المفتوح. تمتاز هذه السلاحف بمنقارها الحادّ المعقوف الذي يفرقها عن السلاحف الأخرى، إضافةً إلى حوافّ صدفتها الحادة التي تبدو كالمنشار. يتغير لون جلد اللجأة صقرية المنقار بدرجةٍ صغيرة تبعاً لحرارة المياه التي تسكنها، ومع أنها تعيش جزءاً من حياتها في المحيط المفتوح، إلا أنَّها تقضي وقتاً أكثر في الأهوار الضَّحلة والشعاب المرجانية.
تواجه اللجأة صقرية المنقار خطر الانقراض بسبب صيَّادي السمك، إذ يصنِّفها الاتحاد العالمي للحفاظ على الطبيعة كنوعٍ معرض لخطر الانقراض بشدَّة. كما أن هذا النوع كان لفترةٍ المصدر الرئيسي لأصداف السلاحف التي تصطاد ويُتَاجر بها للتزيين. اللجأة صقرية المنقار محميَّة بموجب اتفاقية التجارة العالمية بالأنواع المهددة بالانقراض (سايتس)، التي تحظر صيد السلحفاة أو المتاجرة بها أو بمنتجاتها.

## الانتشار الجغرافي
تقطن اللجأة صقرية المنقار أجزاءً واسعةً من محيطات العالم، إلا أنَّها تتركَّز بصورة رئيسية حول الشعاب المرجانية المدارية في المحيط الأطلسي والهندي والهادئ. فمن بين كافة أنواع السلاحف البحرية، هذه اللجأة من أكثرها تفضيلاً للمياه المدارية. يقسِّم العلماء الانتشار الجغرافي السكاني للجأة إلى جمهرتين أساسيَّتين، إحداهما في المحيط الأطلسي والأخرى بالمحيطين الهادئ والهندي.

### جمهرة الأطلسي
يصل انتشار اللجأة صقرية المنقار في المحيط الأطلسي غرباً حتى خليج المكسيك، وشرقاً وجنوباً حتى رأس الرجاء الصالح في جنوب أفريقيا. تعيش كذلك قبالة الساحل البرازيلي، خصوصاً عند سواحل ولاية باهيا، وتمتدُّ مواطنها شمالاً حتى فلوريدا وفرجينيا وماساتشوستس في الولايات المتحدة الأمريكية غرب الأطلسي، وكذلك في مياه القنال الإنكليزي (بحر المانش) المتجمِّدة شرق الأطلسي، حيث تقع أبعد دائرة عرضٍ شمالاً شوهدت فيها اللجأة صقرية المنقار حتى الآن.
تقع شواطئ التعشيش الأساسية للجأة في البحر الكاريبي على جزر الأنتيل الصغرى وباربادوس وغوادلوب وتورتوغيورو وكوستاريكا، إضافةً إلى ولاية يوكاتان المكسيكية. كذلك، تتغذى هذه السلاحف في المياه المقابلة لسواحل كوبا، وكذلك حول جزيرة مونا قرب بورتوريكو، وفي أماكن أخرى.

### جمهرة المحيطين الهادئ والهندي

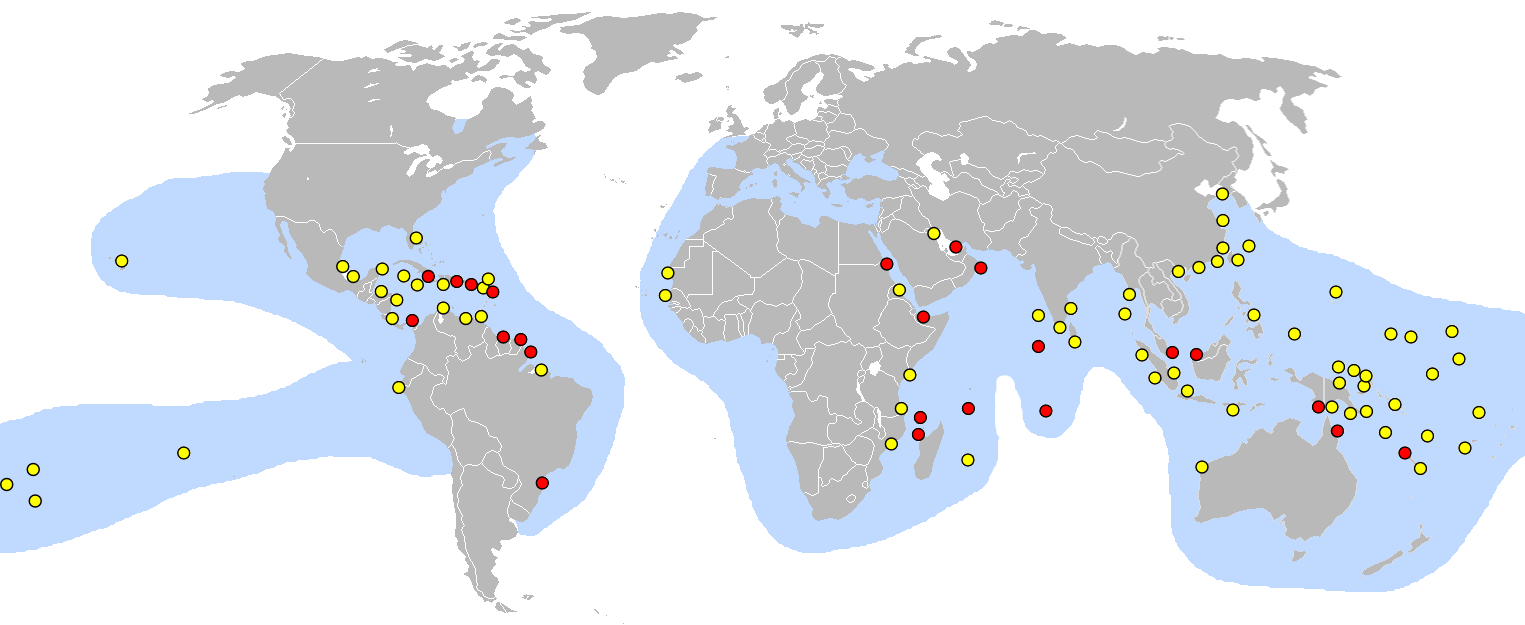
خريطةٌ تظهر انتشاراً جغرافياً محتملاً للجأة صقرية المنقار، حيث تمثِّل النقاط الحمراء مواقع التعشيش الأساسية، بينما تمثِّل النقاط الصفراء المواقع الثانوية.

في المحيط الهندي، تتواجد اللجأة صقرية المنقار بأعدادٍ كبيرة بحِذَاء ساحل شرق أفريقيا حتى مياه جزيرة مدغشقر، فضلاً عن معظم سواحل جنوب آسيا، بما في ذلك البحر الأحمر والخليج العربي وسواحل شبه القارة الهندية ومياه جنوب شرق آسيا، وكذلك أرخبيل الملايو وشمال أستراليا. في المحيط الهادئ، لا تقطن هذه السلاحف سوى الأقاليم المدارية وشبه المدارية منه دوناً عن غيرها، ويمتدُّ انتشارها فيه من طرف شبه جزيرة كوريا جنوب الغربيّ والأرخبيل الياباني شمالاً حتى مشارف نيوزيلندا جنوباً.
تحتضن الفلبين عدداً من شواطئ تعشيش اللجأة، تقع بعضها في جزيرة بوراكاي، بل وقد سُمِّيت مجموعة من الجزر جنوب غرب أرخبيل الفلبين «جزر السلاحف»، لأنَّ نوعين من السلاحف البحرية يعشِّشان على شواطئها، هما اللجأة الخضراء واللجأة صقرية المنقار. في شرق المحيط الهادئ، غالباً ما تعشِّش هذه السلاحف في هاواي على جزر أواهو وماوي ومولوكاي وهاواي. وأما في أستراليا فعادةً ما تعشِّش هذه اللجأة على جزيرة ميلمان الواقعة ضمن الحيّد المرجاني العظيم. تصل مواقع أعشاش اللجأة صقرية المنقار غرباً حتى جزيرة كوزين وسيشل، حيث تصنَّف على أنها نوعٌ محميٌّ في الأخيرة منذ عام 1994، وأدت هذه الحماية إلى بدء ازدياد أعدادها من جديد بعد تناقص حادٍّ وطويل الأمد، وباتت جزر سيشل الداخلية مثل جزيرة ألدابرا المرجانية مواقعاً لتغذّي اللجأة صقرية المنقار.

### جمهرة شرقيّ الهادئ
تقطن اللجأة صقرية المنقار من شرقيّ المحيط الهادئ شريطاً يمتدُّ من شبه جزيرة باخا كاليفورنيا المكسيكية إلى سواحل جنوب البيرو. بالرغم من ذلك، صُنِّفت هذه السلحفاة منذ عام 2007 على أنَّها نوع مهدد بالانقراض إقليمياً في شرقيّ الهادئ، بعد الصيد الجائر الذي واجهته لمدة طويلة. من جهةٍ أخرى، اكتشفت منذ ذلك الحين بضعة مواقع باقيةٍ بارزةٍ لتعشيش وتغذّي السلاحف، تتوزَّع على المكسيك والسلفادور ونيكاراغوا والإكوادور، ممَّا يتيح إمكانيَّة جديدةً لدراسة سلاحف هذا الإقليم علمياً وإعادة توطينها في بيئتها الطبيعية. تقطن اللجأة صقرية المنقار في معظم المناطق الأخرى من العالم الشعاب المرجانية والرفوف الصخرية، إلا أنها - على العكس من ذلك - تميل في شرقيّ الهادئ للعيش عند مصابّ الأنهار ببيئات غابات المانغروف، مثل تلك في خليج فونسيكا بالسلفادور ونيكاراغوا وفي خليج غواياكويل بالإكوادور وغيرها.

## الوصف

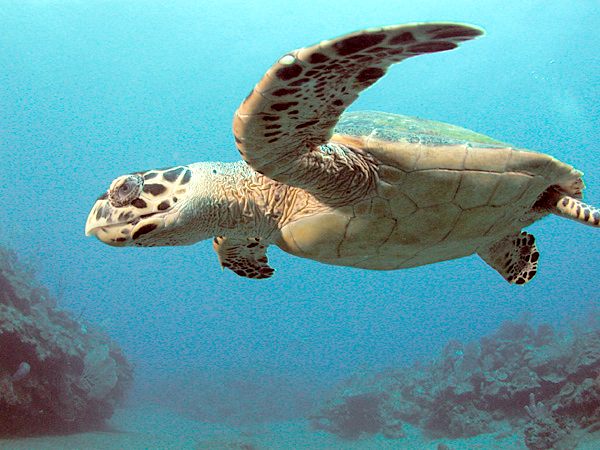
لجأة صقرية المنقار في مياه هولندا.

هيئة اللجأة صقرية المنقار هي إلى حدٍّ ما الهيئة النموذجية للسلحفاة البحرية. فمثل باقي أنواع الفصيلة، لدى هذه اللجأة جسد مفلطح. يصل طول السلاحف البالغة بالمتوسّط إلى متر واحد، ووزنها إلى نحو 80 كيلوغراماً، والرقم القياسي لوزن سلحفاة معروفةٍ كان 127 كغم. لون الصدفة العلوي أصفر ضاربٌ للحمرة، ينتشر عليه نمطٌّ غير منتظمٍ من الخطوط الفاتحة والغامقة التي يسود حولها لونٌ أسود وبني مرقَّش.

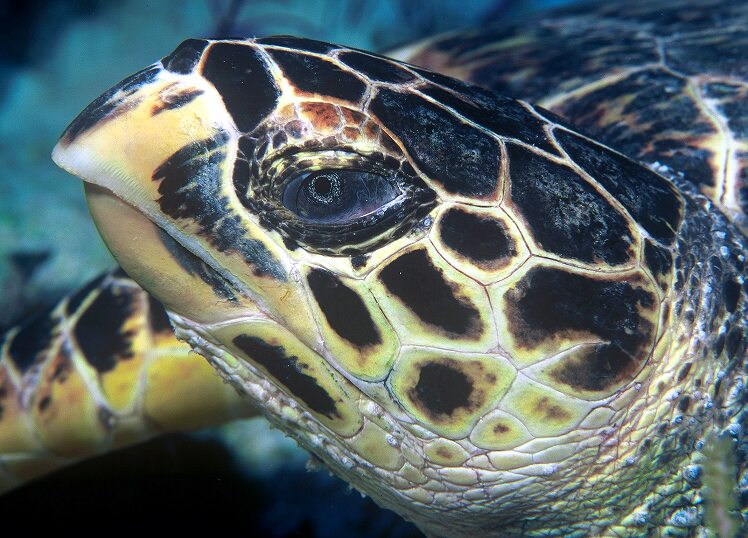
رأس اللجأة المدرَّع.

من العلامات السهلة لتمييز اللجأة صقرية المنقار طبيعة النتوءات الحرشفية السميكة التي تشكِّل صدفتها. إذ توجد من هذه النتوءات (التي تظهر كأشكالٍ شبيهة بالمعيَّن على الصدفة تفصل بينها خطوط سوداء سميكة) خمسٌ تمتدُّ عبر وسط الصدفة، من مؤخرة السلحفاة إلى رأسها، كما توجد أربعة أزواجٍ أخرى منها على جانبي الصدفة، مثلها في ذلك مثل معظم أنواع فصيلتها. تتداخل نتوءات السطح السفلي لصدفة السلحفاة بدرجةٍ كبيرة، بحيث تبدو الحافة الخلفية من صدفتها مسنَّنة الشكل وشبيهةً بحافة المنشار أو السكين الحادة.
تبدو آثار اللجأة صقرية المنقار على رمال الشاطئ غير متناسقة الهيئة، وذلك لأنها تزحف على اليابسة بدفع نفسها دفعاتٍ متتالية. بالمقابل، تزحف السلحفاة الخضراء وسلحفاة المحيط جلدية الظهر على الرمال بشكلٍ متناسق، وتبدو آثارها على الشاطئ متناظرة. بسبب تغذّي هذه السلحفاة على الحيوانات اللاسعة السامة، فإنَّ لحمها قد يصبح ساماً بدوره.

## البيئة

### الموئل

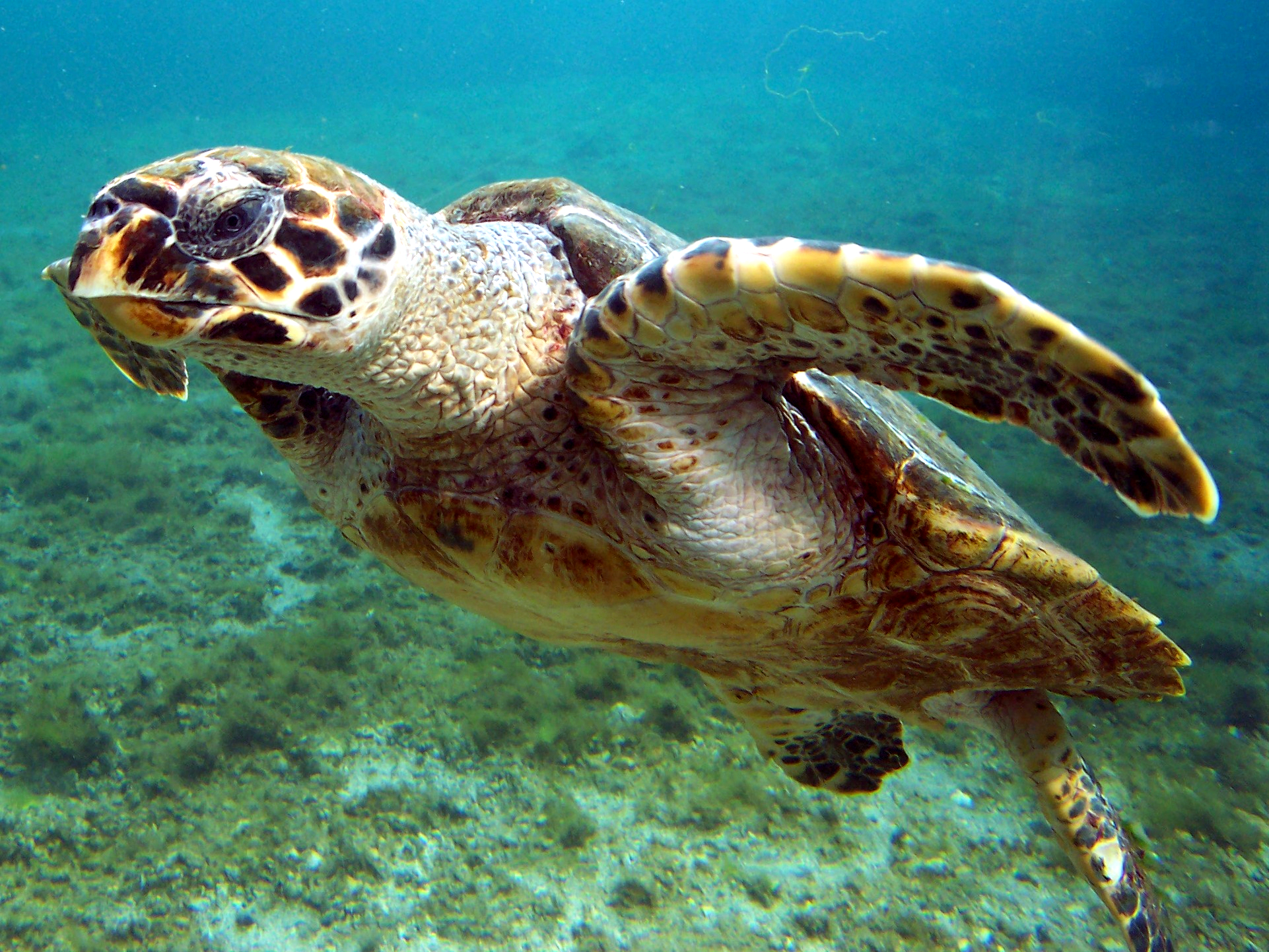
مياه جزيرة ريونيون.

تعيش السلاحف البالغة من هذا النوع عادةً في الشعاب المرجانية المدارية. غالباً ما تشاهد أثناء استراحتها بالكهوف وعلى الرفوف الصخرية، أو حول الشعاب المرجانية أثناء النهار. تقطن هذه السلاحف عدداً من الموائل المتنوِّعة بالنظر إلى كونها حيوانات مهاجرة، وتتراوح هذه الموائل من المحيط المفتوح إلى الأهوار الضحلة وحتى مستنقعات المنغروف عند مصابّ الأنهار. المعلومات المعروفة عن الموائل المفضَّلة لصغار اللجأة شحيحة جداً، لكن يفترض - مثلها في ذلك مثل باقي السلاحف البحرية - أنها تقطن دائماً منطقة البحر المفتوح حتى سنّ البلوغ.

### التغذي

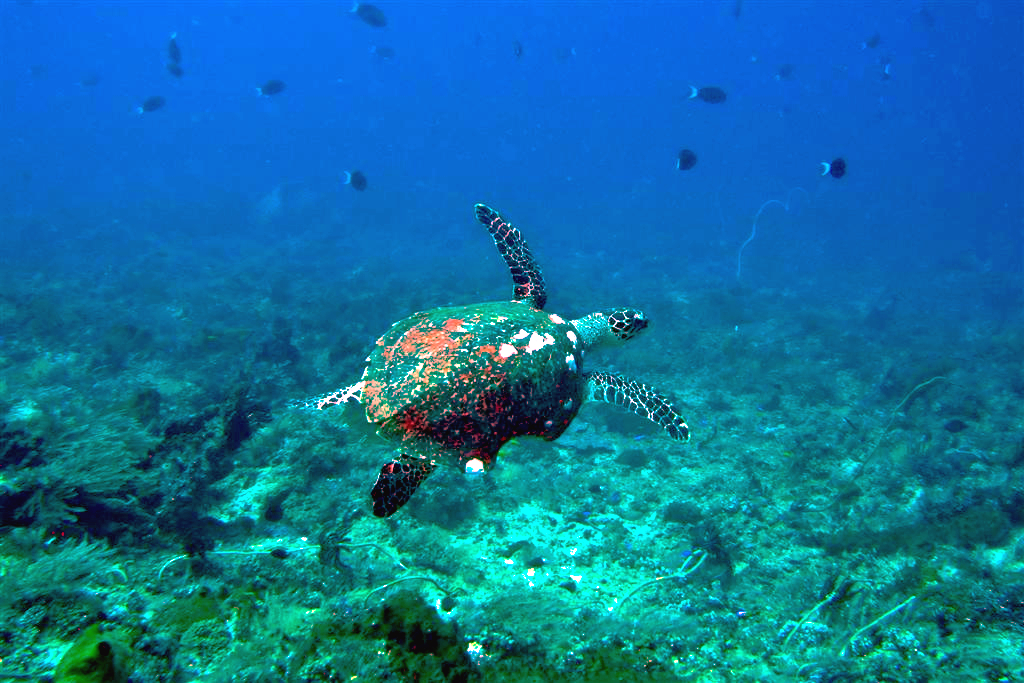
موطن اللجأة في الشعاب المرجانية.

تعد اللجأة صقرية المنقار حيواناً قارتاً، إلا أن إسفنج البحر يمثِّل غذائها الرئيسي، حيث يؤلف ما يصل من 70 إلى 95% من كامل غذائها (بالنسبة لجمهرة البحر الكاريبي على الأقل). رغم ذلك ومثل الكثير من آكلات الإسفنج الأخرى، تنتقي هذه اللجأة أنواعاً محدَّدة من الإسفنج فقط، فيما تتجنَّب الكثير من الأنواع الأخرى. تتغذى جمهرة البحر الكاريبي على أربع رتبٍ أساسية من الإسفنج. إلى جانبه، تتغذى هذه السلاحف أيضاً على الطحالب واللاسعات والمشطيات، إضافةً إلى قناديل البحر وشقائق نعمان البحر. كما تتغذى على بعض الحيوانات السامة الشبيهة باللاسعات، مثل الأبابيات ورجل الحرب البرتغالي، لكنها تلجأ - أثناء تغذّيها عليها - لإغلاق عينيها لحمايتهما، وأما رأسها المدرَّع فإن الخلايا اللاسعة غير قادرةٍ على اختراقه أصلاً.
بصورةٍ عامة، اللجأة صقرية المنقار حيوانٌ كبير المرونة في غذائه، وقادرٌ على مقاومته بشدَّة. فالعديد من أنواع الإسفنج التي تتغذى عليها سامَّة بدرجةٍ كبيرة، بل وفي الكثير من الأحيان يكون سمُّها مميتاً للحيوانات الأخرى. بل وتركِّز هذه السلاحف في غذائها على الإسفنجيات التي تمتلك الكثير من إبر ثاني أكسيد السيليكون السامة.

## دورة الحياة

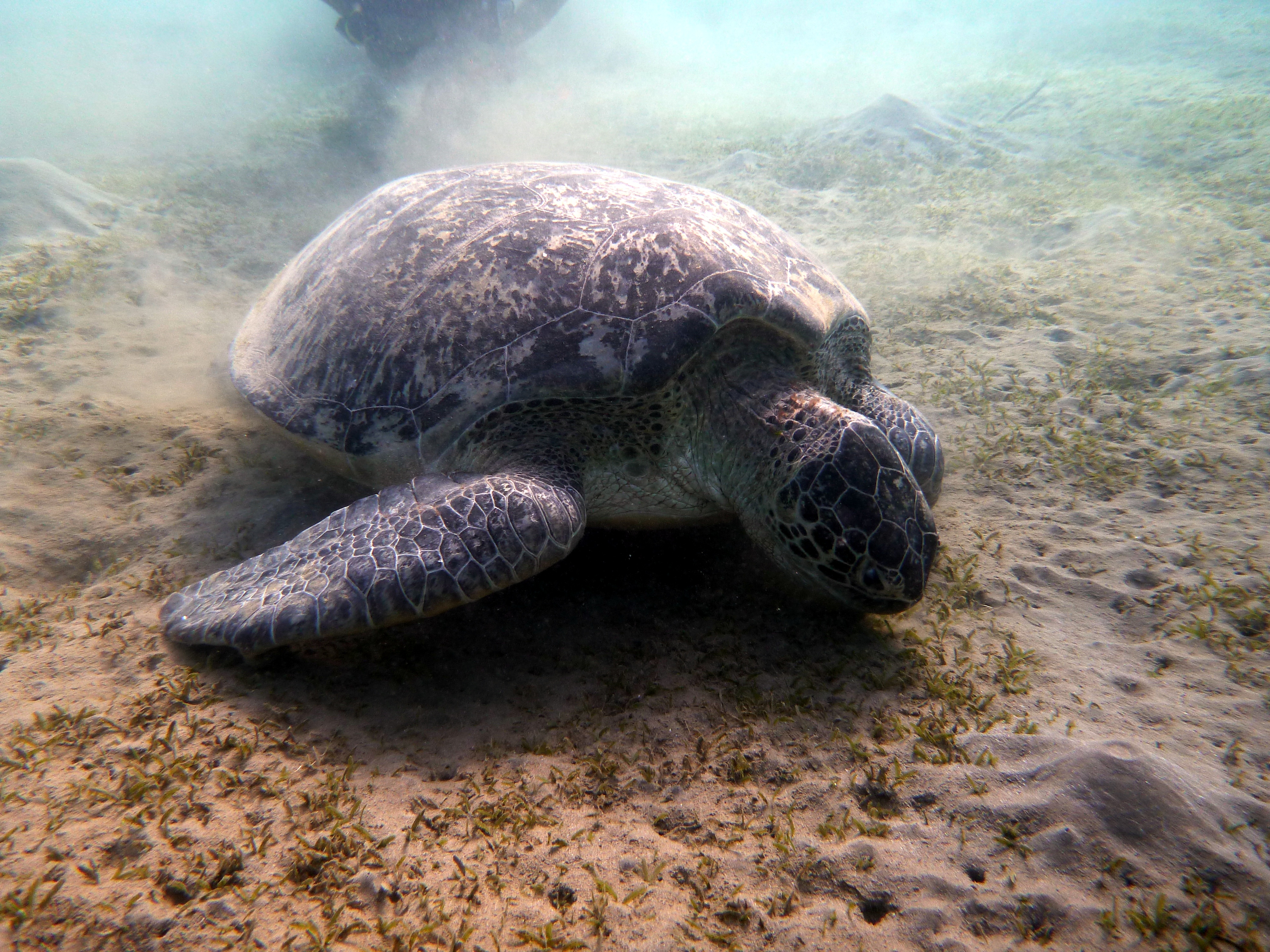
مياه مرسى مرينا في مصر غرب البحر الأحمر.

المعلومات المعروفة عن دورة حياة اللجأة صقرية المنقار شحيحة، لكن بالإمكان تقسيمها إلى ثلاثة مراحل عامَّة، هي طور الصغر، منذ التفقيس وحتى بلوغ طول نحو 20 سنتيمتراً، ثم النمو، عندما تبدأ السلاحف بالتوجُّه إلى مناطق التغذي، ثم البلوغ، عندما تصبح ناضجةً جنسياً وجاهزةً للتكاثر. قد يستمرُّ طور الصغر من نحو عامٍ إلى أربعة أعوام، وبعدها عندما تبدأ السلاحف باختيار مناطق الغذاء فإنَّها تميل إلى الاستقرار في أماكنها، رغم أنها قد تنتقل مع ذلك إلى البيئات الأخرى الشبيهة ببيئتها.

### التكاثر

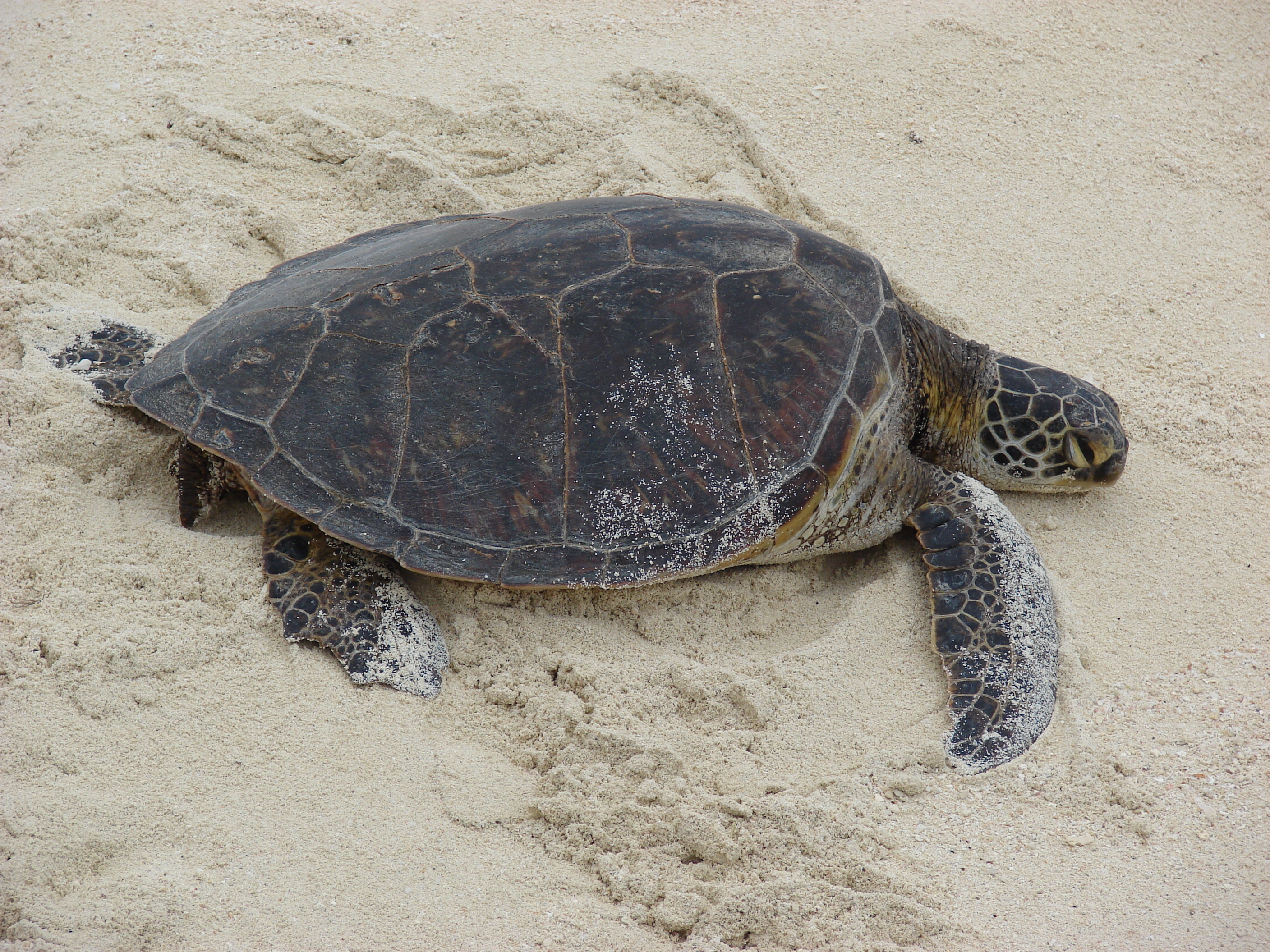
أم تزحف على الشاطئ استعداداً لوضع بيضها.

تتزاوج اللجأة صقرية المنقار مرَّة كل عامين، ويكون التزاوج في أهوارٍ منعزلة، وأما التعشيش فإنه على الشواطئ القريبة من هذه الأهوار، والتي تكون عادةً بدورها على جزر نائية. عادةً ما يستمرُّ موسم تزاوجِ جمهرة المحيط الأطلسي من شهر أبريل إلى نوفمبر، وأما بالنسبة لجمهرة المحيط الهندي - في أماكن مثل جزر سيشل - فإنَّ الموسم يكون من شهر سبتمبر إلى فبراير. بعد التزاوج، تجرُّ الإناث أجسادها الثقيلة إلى الشاطئ تحت جنح المساء، ثم تحفر عشاً في الرمال باستعمال أرجلها الخلفية، وتضع فيه بيوضها وتغطّيها بالرمل من جديد، وعادةً ما تحتوي أعشاش السلحفاة في البحر الكاريبي وفلوريدا نحو 140 بيضة. بعد انتهاء العملية - التي تأخذ بضعة ساعاتٍ - تعود الأنثى للبحر وتترك بيضها.
تزن اللجآت الصغيرة حديثة الفقس في الغالب أقلَّ من 24 غراماً، وهي تفقس خلال الليل بعد نحو شهرين من وضع بيوضها. تكون ألوان الصغار قاتمةً، ولديها أصدافٌ بشكل قلبٍ وبطول نحو 2.5 سنتيمترات. يزحف الصغار غريزياً باتجاه البحر، إذ يجذبهم انعكاس القمر على سطح المياه (لذلك قد تعيقها أنوار الشوارع والمدن). والصغار التي لا تنجح ببلوغ البحر قبل طلوع الشمس تصبح فريسةً لطيور الكراكي وسرطانات الشواطئ وغيرها من الضواري.

### النمو

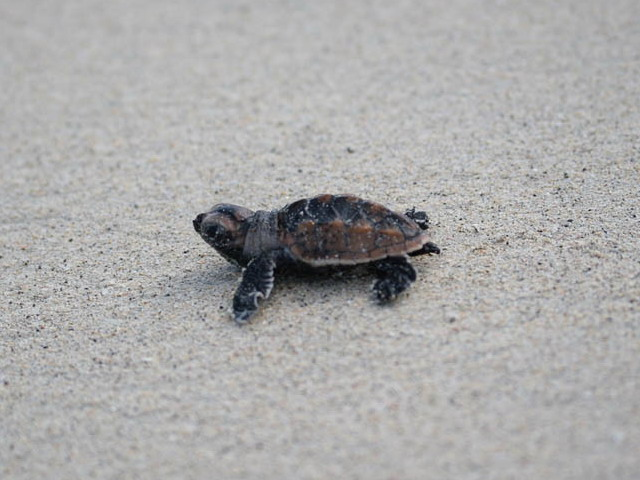
صغير حديث التفقيس.

الفترة المبكرة من حياة اللجأة صقرية المنقار غير معروفةٍ حتى الآن. يفترض الأحيائيُّون أن الصغار - بعد دخولهم البحر - يتّجهون إلى منطقة البحر المفتوح، مثلها في ذلك مثل سائر السلاحف البحرية، لكن مدة بقائها في هذه المنطقة غير معروفة على وجه التحديد، وذلك لأن معدل نموّ السلحفاة غير معروف، لكن القياسات تشير إلى أنَّ السلاحف عندما تبلغ طول 35 سنتيمتراً تترك البحر المفتوح للعيش في الشعاب المرجانية عوضاً عنه.

### النضج
تصل اللجأة صقرية المنقار مرحلة البلوغ عند عمر 30 عاماً، ويعتقد أن طول حياتها الإجمالي يصل 30 إلى 50 عاماً في البرية. مثل معظم اللجآت الأخرى، تعيش هذه السلاحف في انعزالٍ لمعظم حياتها، ولا تلتقي أفراد نوعها الآخرين إلا للتَّزاوج، وهي تعد من الحيوانات المهاجرة كثيرة التنقل. بسبب أصدافها القاسية، فإنَّ الضواري الوحيدة التي قد تفترس اللجأة صقرية المنقار البالغة هي القروش وتماسيح المياه المالحة والأخطبوطات، إضافةً إلى بعض أنواع أسماك المحيط المفتوح.
قد تتسبَّب عدة عوامل في نضج اللجأة وتنشيط أعضائها الجنسية، تكون سلسلةً من التأثيرات الحيوية وغير الحيوية مثل مورثات السلحفاة أو طبيعة الغذاء الذي تأكله. مثل العديد من أنواع الزواحف الأخرى، فإنَّ السلاحف البحرية - حتى التي ولدت منها في نفس المكان ومن نفس المجموعة - يُستَبعد كثيراً أن تنضج جنسياً عند الحجم نفسه وخلال العمر ذاته. يُقدَّر عمر النضج الجنسي عند اللجأة صقرية المنقار بما بين 10 سنواتٍ و25 سنة في البحر الكاريبي، وأما في المحيطين الهادئ والهندي فإنَّ السلاحف لا تضع البيض عادةً قبل عمر 30 إلى 35 عاماً.

## التاريخ التطوري
تمتاز اللجأة صقرية المنقار بين باقي أنواع السلاحف البحرية بالكثير من الخصائص التشريحية والبيئية الفريدة. فهي الزاحف الوحيد الذي يعتمد في غذائه بشكلٍ رئيسي على الإسفنجيات، وهو ما يجعل موقعها في السلم التطوري غير واضحٍ بعض الشيء. تشير الدراسات الوراثية إلى أنَّ هذه اللجأة يجب أن تصنَّف ضمن قبيلة اللجآت ضخمة الرأس، والتي تضمُّ أنواعها اللجأة ضخمة الرأس ولجأة ردلي اللاحمتين، عوضاً عن قبيلة اللجآت الخضراء العاشبة. من المحتمل أن يكون أسلاف اللجأة صقرية المنقار الذين تطوَّرت عنهم سلاحف لاحمة.

## التسمية والتصنيف

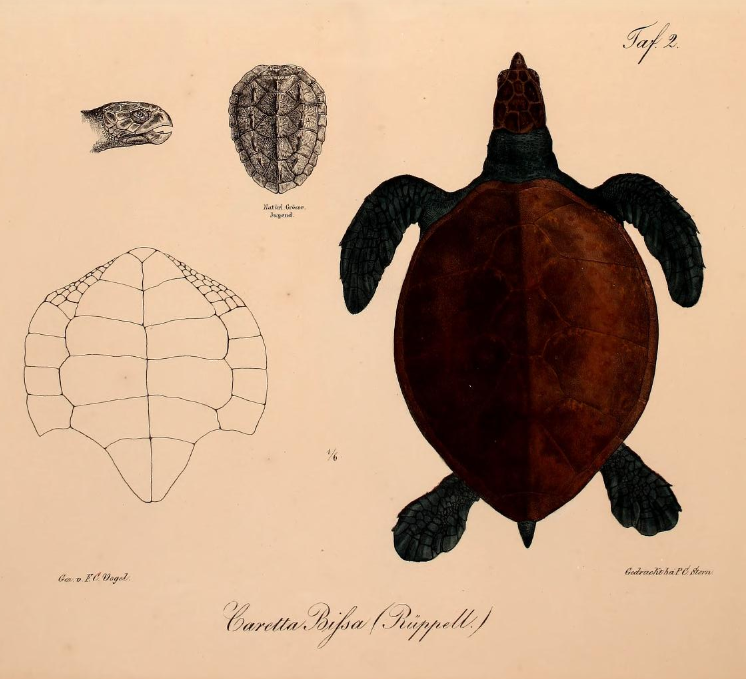
رسم علمي للجأة صقرية المنقار يعود إلى عام 1835.

وصف العالم الأحيائي السويدي كارلوس لينيوس بالأصل اللجأة صقرية المنقار تحت الاسم العلمي "Testudo imbricata"، وذلك عام 1766 في الإصدارة الثانية عشرة من كتابه نظام الطبيعة. إلا أنَّ عالم الحيوانات النمساوي ليوبولد فيتيزنجر نقلها إلى جنسٍ خاصٍّ بها عام 1843، تحت اسم "Eretmochelys"، حيث لا زالت النوع الوحيد الذي يشغله حتى الآن. خلال عام 1857، حدث لفترةٍ قصيرةٍ أن صُنِّف النوع خطأ باسم "Eretmochelys imbricata squamata".
يتفق العلماء حالياً على نويعين يتبعان اللجأة صقرية المنقار، هما "E. i. bissa" (روبل، 1835)، الذي يشير إلى جمهرات اللجأة القاطنة في المحيطين الهادئ والهندي، و"E. i. imbricata" (لينايوس، 1766)، الذي يشير إلى جمهراتها القاطنة في المحيط الأطلسي. يعد النويع الرئيسي للجنس هو لجأة الأطلسي، لأن السلحفاة الأولى التي وصفه لينايوس بناءً عليها كانت من هناك.
اشتقَّ كارلوس لينايوس اسم جنس اللجأة صقرية المنقار العلمي "Eretmochelys" من الكلمتين الإغريقيَّتين "eretmo" و"chelys"، اللتين تعنيان «مجذاف» و«سلحفاة» على التوالي، أي «السلحفاة المجذافية»، حيث يشير الاسم إلى أرجل اللجأة الأمامية الشبيهة بالمجاذيف. وأما اسم النوع "imbricata" فهو مأخوذٌ من اللغة اللاتينية، وهو يعني «الحوافَّ المنتظمة المتداخلة»، حيث يشير إلى حافَّة صدفة السلحفاة الأمامية التي تمتاز بنتوءاتٍ حادَّة أشبه بأسنان المنشار. وأما اسم نويعة المحيطين الهادئ والهندي "bissa" فهو يعني باللاتينية «مضاعف»، إشارةً إلى كونه النوع الثاني في الجنس. من جهةٍ أخرى، حازت نويعة المحيط الأطلسي اسم النوع نفسه "imbricata"، وذلك وفق قواعد التسمية في علم التصنيف، كونها أول نويعة معروف للجأة.

### العلاقات الوراثية
يلخّص الرَّسم أدناه العلاقات الوراثية العرقيَّة بين اللجأة صقريَّة المنقار ومجموعات السلاحف الأخرى:—o الكريبتوديرا (Procoelocryptodira)
```
|--o 
السلاحف البحرية
 (
Chelonioidea
)، أوبّل 1811
| |--o
| | |--o †
السلاحف البحرية السامة
 (
Toxochelyidae
)
| | `--o 
فصيلة السلاحف البحرية
 (
Cheloniidae
)، أوبّل 1811 
| | |----o 
كاريتا
 (
Caretta
)، رافينيسك 1814
| | |----o 
اللجأة مسطحة الظهر
 (
Natator
)، ماككولوتش 1908
| | `----o السلحفاة البحرية (
Chelonini
)، أوبّل 1811
| |  |--o 
اللجأة صقرية المنقار
 (
Eretmochelys
)، فيتيزنجر 1843
| |  |--o 
لجأة ردلي
 (
Lepidochelys
)، فيتيزنجر 1843
| |  `--o 
اللجأة الخضراء
 (
Chelonia
)، برونغنيارت 1800
| `—o 
اللجآت جلدية الظهر
 (
Dermochelyidae
)
`--o التشيلوكريبتوديرا (
Chelomacryptodira
)، أي السلاحف البحرية الأخرى
```

## التهديد والحماية

### الأخطار والتهديدات

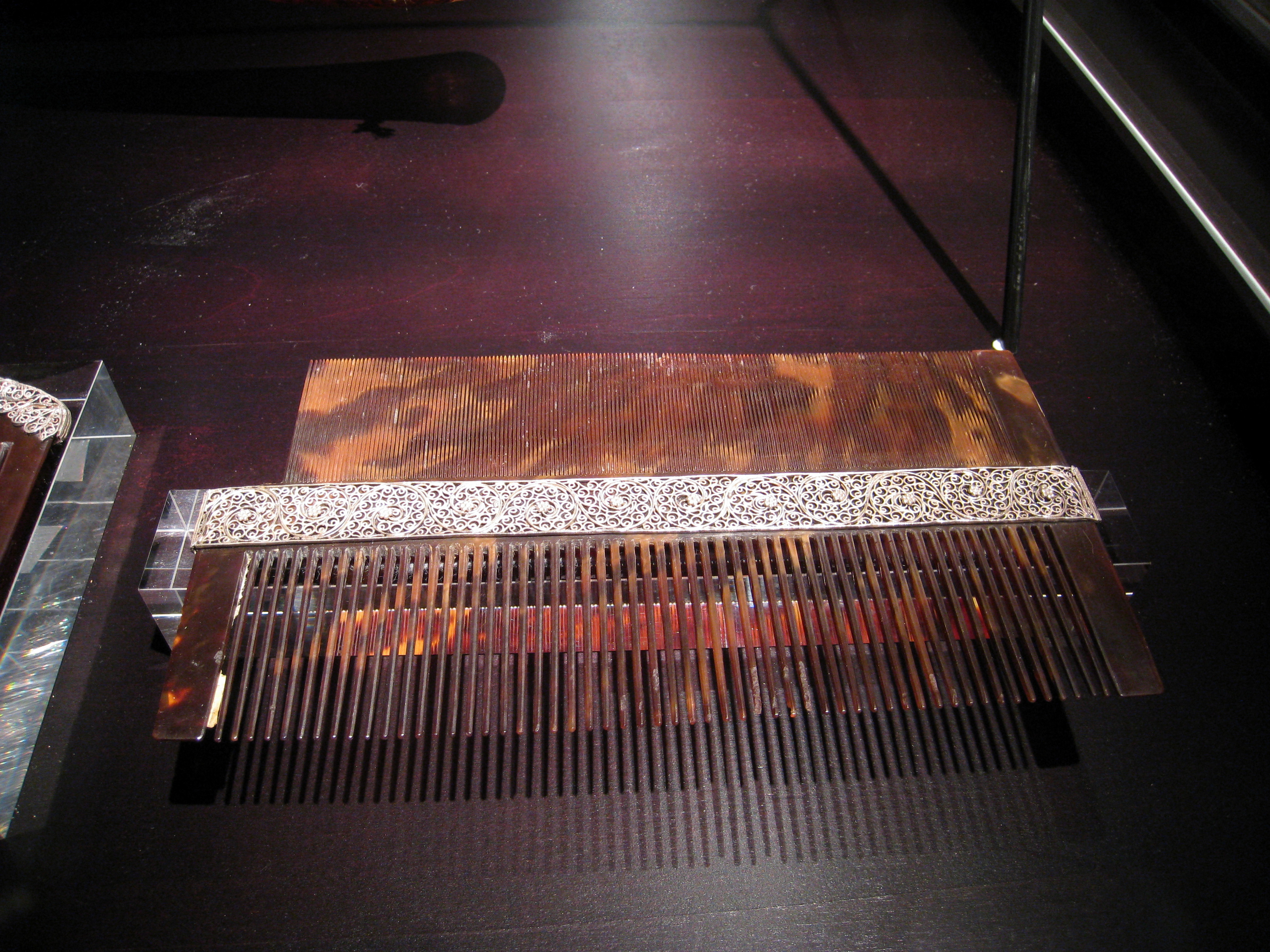
مشطٌ من القرن السابع عشر معروضٌ في متحف بإنسبروك، صُنِعَ من الفضة ومن صدفة لجأة صقرية المنقار، حيث كانت ولا زالت تصطاد هذه السلاحف بكثرةٍ لأجل أصدافها.

في جميع أنحاء العالم، تتعرَّض اللجآت صقرية المنقار للصَّيد على أيدي البشر، وذلك رغم أن صيدها يفترض أن يكون غير قانونيٍّ في بعض البلدان. في بعض المناطق، تصطاد اللجأة لأكلها كطعام منذ القرن الخامس قبل الميلاد، مثل الحال في الصين. كما تستخدم الكثير من الشعوب أصداف هذه السلاحف للتزيين، حيث استهدفها القدماء لأصدافها الجميلة منذ عصر مصر الفرعونية، وكانت معظم أصداف السلاحف المستخدمة في ذلك الحين تؤخذ حصراً من اللجأة صقرية المنقار، حتى أنَّ هذه اللجأة تسمَّى في الصين «تاي مي»، أي «لجأة صدفة السلحفاة». يستعمل الصينيُّون صدفة اللجأة صقرية المنقار لصنع وتزيين العديد من الأشياء الصغيرة، كما تستعمل الأصداف لأغراضٍ مشابهة في الغرب. وأما في اليابان فتصطاد السلاحف لأجل النتوءات القاسية على أصدافها، والتي تسمَّى باللغة اليابانية «بيكُّو»، حيث تستعمل في صناعة إطارات النظارات الشمسية و«الشامسين» (وهي آلة موسيقية تقليدية بثلاثة أوتار). في عام 1994، أوقفت اليابان استيراد أصداف اللجأة من البلدان الأخرى، وذلك رغم أن حجم تجارة اليابان الخام بالأصداف كان قد بلغ 30,000 كلغم كل عام قبل ذلك مباشرةً. في العالم الغربي، اصطيدت هذه الحيوانات في اليونان القديمة وروما القديمة منذ عصورٍ سحيقة لتصنع منها الأمشاط والفراشي والخواتم.
تأتي معظم تجارة اللجأة صقرية المنقار عالمياً من منطقة البحر الكاريبي، وحتى عام 2006 على الأقل كانت أصدافها المعالجة متاحةً بأعدادٍ ضخمة في دولٍ منها جمهورية الدومينيكان وكولومبيا.

### جهود الحماية

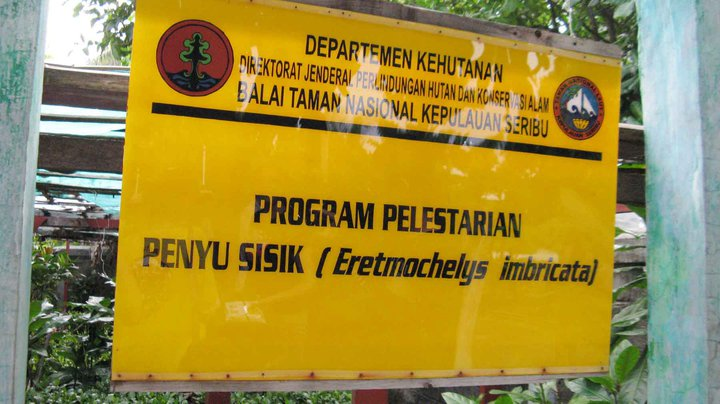
لوحة في إندونيسيا تشير إلى إحدى محميَّات السلاحف، حيث كتب عليها: "برنامج حماية اللجأة صقرية المنقار '".

ثمَّة إجماعٌ على أنَّ السلاحف البحرية - بما فيها اللجأة صقرية المنقار - هي أنواعٌ مهدَّدة بالانقراض، لأنها تنمو ببطءٍ وتحتاج إلى الكثير من الوقت للتكاثر. كثيراً ما يقتل البشر ويصطادون السلاحف البالغة، سواء عمداً أم من غير عمد. كما أنَّ تعدي البشر والحيوانات الأخرى على حدِّ سواءٍ على أعشاشها يهدّد بيوضها. في جزر العذراء الأمريكية تهاجم السموريات أعشاش اللجأة صقرية المنقار بعد وضع بيوضها مباشرةً، وكذلك أعشاش السلاحف البحرية الأخرى مثل سلحفاة المحيط جلدية الظهر.
في عام 1982، سُجِّلت اللجأة صقرية المنقار للمرَّة الأولى على القائمة الحمراء (التي يصدرها الاتحاد العالمي للحفاظ على الطبيعة) كنوعٍ مهدد بالانقراض. وقد أبقت المراجعات اللاحقة للتصنيف على حالة اللجأة بوصفها «مهددة بالانقراض»، وذلك في أعوام 1986 و1988 و1990 و1994، حتى تقرَّر رفع حالة خطرها في عام 1996 إلى مهدد بالانقراض بشدَّة. كانت عريضتان قد شكَّكتا بحالة النوع المهدد بالانقراض قبل حدوث هذا، حيث ادعت العريضتان أن هذه اللجأة - إلى جانب عددٍ من الحيوانات الأخرى - لا زالت تنتشر بأعدادٍ كبيرة ومستقرَّة في الكثير من أنحاء العالم. إلا أنَّ كلا العريضتين رفضتا، وذلك بناءً على دراسةٍ شبيهة قامت بها مجموعة اختصاصيّي السلاحف البحرية (MTSG) التابعة للاتحاد العالمي للحفاظ على الطبيعة، والتي أثبتت أنَّ أعداد السلاحف تناقصت بنسبة 80% على مدى أجيالها الثلاثة الأخيرة، فيما لم تحدث أيُّ زيادة ذات قيمة في أعدادها حتى عام 1996 على الأقل.
صُنِّفت اللجأة صقرية المنقار - مع كامل فصيلة السلاحف البرية - ضمن الملحق الأول من معاهدة التجارة العالمية بالحيوانات والنباتات المهددة بالانقراض (سايتس)، الذي ينصُّ على حظر استيراد أو تصدير أيِّ منتجاتٍ مأخوذة من اللجأة، كما يحظر قتل أو أسر أو إزعاج هذه السلاحف بأيّ شكل. كما تصنِّف المؤسسة الأمريكية للأسماك والحياة البرية وخدمة صيادي السمك الوطنية اللجأة صقرية المنقار كنوعٍ مهدَّدٍ بالانقراض تحت «قانون الأنواع المهدَّدة بالانقراض». أسَّست حكومة الولايات المتحدة منذ عام 1970 عدَّة محميَّات لإعادة إكثار اللجأة وحمايتها.

## وصلات خارجية
- (بالإنكليزية) خدمة صيادي السمك الوطنية بالولايات المتحدة - صفحة اللجأة صقرية المنقار.
- (بالإنكليزية) معلومات سلاحف فلوريدا البحرية، هيئة حماية أسماك فلوريدا وحياتها البرية، معهد الأسماك والحياة البرية البحثي.
- (بالإنكليزية) صندوق الحياة البرية العالمي- مراقبة اللجأة صقرية المنقار بالأقمار الصناعية عن بعد، موقع صندوق الحياة البرية العالمي بماليزيا يعرض رحلة قمرين صناعيَّين يتابعان اللجآت صقرية المنقار ومعلومات أخرى عن حال اللجأة في منطقة ملقا الماليزية.
- (بالإنكليزية) Seaturtle.org جهة تتولى الكثير من مشاريع حماية السلاحف، مثل مجموعة حماية السلاحف البحرية، وكذلك فإنَّها ناشرة مجلة السلاحف البحرية.
- (بالإنكليزية) اللجأة صقرية المنقار في بوكاس دل تورو.